# Valliposita
Valliposita (łac. Diocesis Vallispostanus) – stolica historycznej diecezji w metropolii Tarragona erygowanej w VIII wieku, a włączonej w 1087 w skład diecezji Burgos. 
Współcześnie miasto Valpuesta we wspólnocie autonomicznej Kastylia i León w Hiszpanii. Obecnie katolickie biskupstwo tytularne ustanowione w 1969 przez papieża Pawła VI. 

## Biskupi tytularni
| Lp. | Biskup                   | Funkcja                                 | Od                   | Do                   |
| --- | ------------------------ | --------------------------------------- | -------------------- | -------------------- |
| 1   | Louis La Ravoire Morrow  | emerytowany biskup Krisznagar (Indie)   | 31 października 1969 | 27 kwietnia 1971     |
| 2   | Constantino José Lüers   | biskup-prałat Óbidos (Brazylia)         | 13 kwietnia 1973     | 24 marca 1976        |
| 3   | Joseph Abel Francis      | biskup pomocniczy Newark (USA)          | 3 maja 1976          | 1 września 1997      |
| 4   | Angelito Lampon          | wikariusz apostolski Jolo (Filipiny)    | 21 listopada 1997    | 6 listopada 2018     |
| 5   | Sebastián Chico Martínez | biskup pomocniczy Kartageny (Hiszpania) | 20 lutego 2019       | 25 października 2021 |
| 6   | Sebastián Chico Martínez | biskup pomocniczy Madrytu (Hiszpania)   | 23 kwietnia 2024     |                      |